# Elektromote

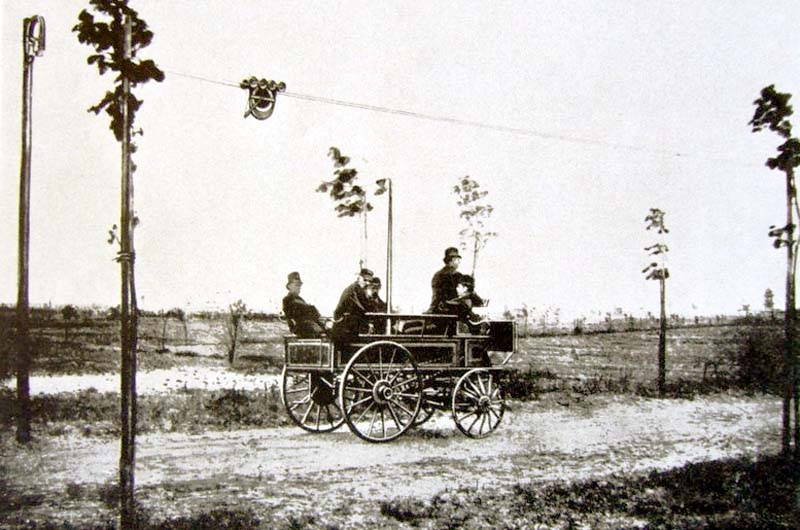
Das Elektromote von Werner Siemens in Halensee bei Berlin, 1882

Elektromote – ursprünglich Electromote geschrieben – war die Bezeichnung für den weltweit ersten Vorläufer heutiger Oberleitungsbusse. Hierbei handelte es sich um eine elektrisch angetriebene Wagonette. Diese wurde ab dem 29. April 1882 von Werner Siemens auf einer 540 Meter langen Versuchsstrecke in der damals noch selbständigen Villen- und Mietshaussiedlung Halensee bei Berlin vorgeführt, heute Teil des Bezirks Charlottenburg-Wilmersdorf.
Das Versuchsfahrzeug wies bereits Antrieb und Energieversorgung eines Oberleitungsbusses auf und gilt somit als weltweit erster Vertreter dieses Verkehrssystems. Der erste auf dieser Technik aufbauende Betrieb mit planmäßigem Personenverkehr wurde aber erst 1900 von der Pariser Compagnie de Traction par Trolley Automoteur eröffnet, während der erste mit einem Verbrennungsmotor ausgestattete Omnibus der Welt 1895 von Carl Benz gebaut und bei der Netphener Omnibusgesellschaft eingesetzt wurde.
Die Bezeichnung Elektromote leitete sich aus dem englischen Begriff electric motion für ‚elektrische Bewegung‘ ab. Bei der Entwicklung des Systems stand Werner Siemens in engem Kontakt mit seinem nach England ausgewanderten Bruder Carl Wilhelm Siemens.

## Vorgeschichte

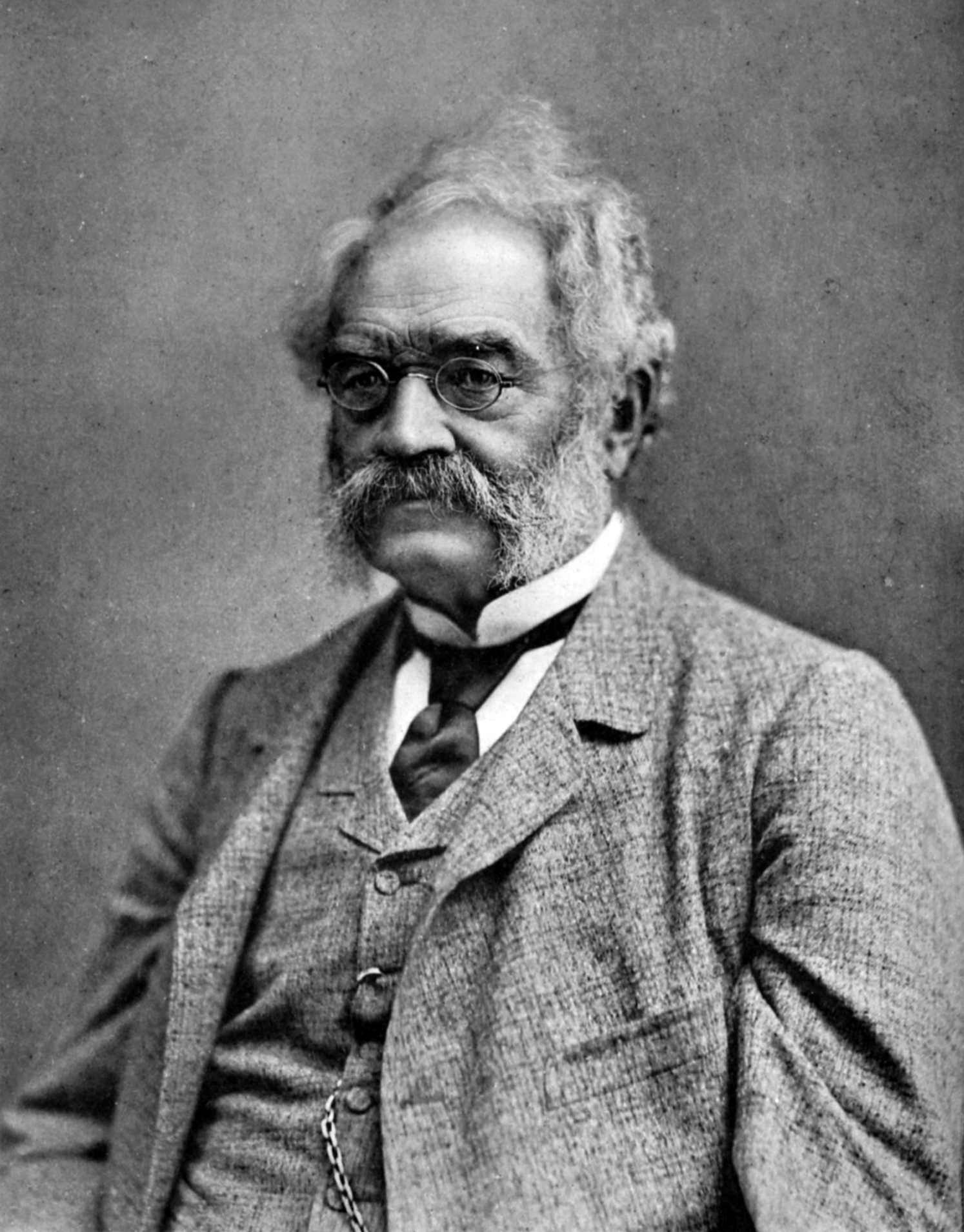
Werner von Siemens
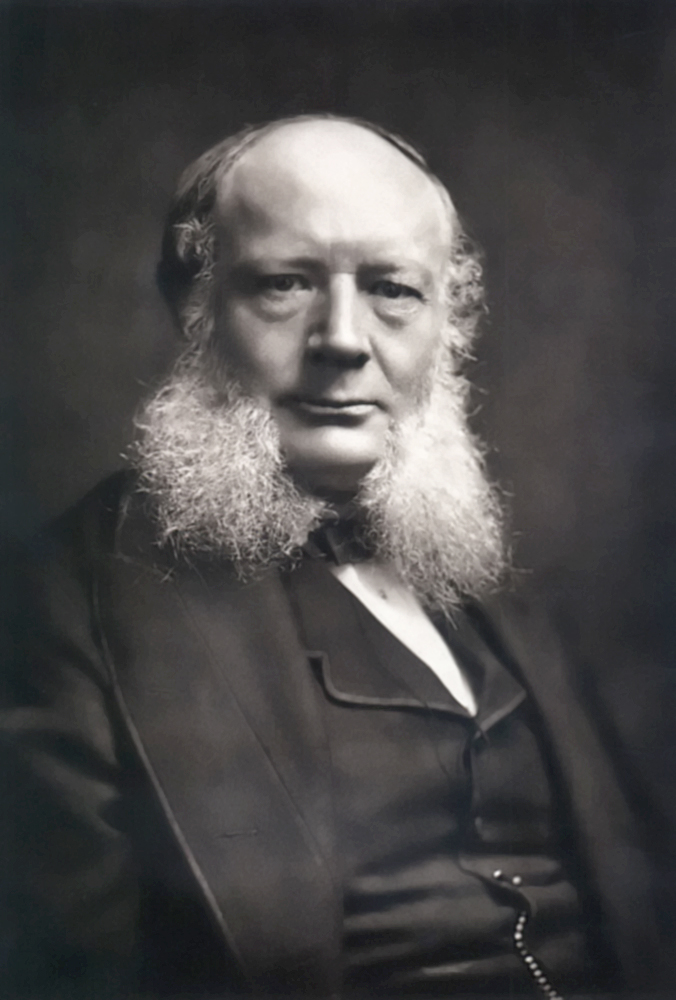
Carl Wilhelm Siemens

Auf der Berliner Gewerbeausstellung des Jahres 1879 präsentierte Werner Siemens – beziehungsweise sein Unternehmen Siemens & Halske – die erste elektrische Eisenbahn der Welt. Im Mai 1881 erfolgte in Lichterfelde bei Berlin schließlich die Eröffnung der weltweit ersten dauerhaft betriebenen elektrischen Straßenbahn. Nachdem die beiden genannten Bahnen ihren Fahrstrom noch über die isolierten Schienen ihres Gleises zugeführt bekamen, stellte der Ingenieur dann im August 1881 auf der Internationalen Elektrizitätsausstellung in Paris eine zweipolige Oberleitung für Schienenbahnen vor. Unmittelbar im Anschluss daran konzentrierte sich Siemens darauf, der Öffentlichkeit auch ein elektrisch betriebenes Straßenfahrzeug vorzuführen. Bis dahin kannte man nur Pferdeomnibusse und Dampfomnibusse beziehungsweise Dampfwagen, wenngleich Gustave Trouvé bereits 1881 sein batteriebetriebenes Trouvé Tricycle vorstellte. Somit gilt das Elektromote als weltweit zweites Elektroauto überhaupt.

## Versuchsanlage in Halensee
Mit der Errichtung der entsprechenden Versuchsanlage in Halensee wurde ebenfalls noch im Laufe des Jahres 1881 begonnen. Wiederum wurde dazu bewusst ein Gelände in unmittelbarer Nähe zur Hauptstadt ausgewählt. Die Idee zu dem Projekt eines elektrisch angetriebenen Straßenverkehrsmittels ist jedoch deutlich älter, schon 1847, dem Gründungsjahr des Unternehmens Siemens & Halske, erwähnte Werner Siemens in einem Brief den Wunsch:

„Wenn ich mal Muße und Geld habe, will ich mir eine elektromagnetische Droschke bauen, die mich gewiss nicht im Dreck sitzen lässt…“

Parallel dazu beschäftigte sich auch sein Bruder Carl Wilhelm mit dieser Idee, er schrieb 1880:

“Another arrangement by which an ordinary omnibus might be run upon the street would have a suspender thrown at intervals from one side of the street to the other, and two wires hanging from these suspenders; allowing contact-rollers to run on these two wires, the current could be conveyed to the tram-car, and back again to the dynamo machine at the station, without the necessity of running upon rails at all.”

„Eine andere Anordnung, durch die ein gewöhnlicher Omnibus auf der Straße fahren könnte, hätte eine Aufhängung, die in Abständen von einer Seite der Straße zur anderen geworfen wird, und zwei Drähte, die von diesen Aufhängungen hängen; so dass Kontaktrollen auf diesen beiden Drähten laufen, könnte der Strom zum Straßenbahnwagen befördert werden, und wieder zurück zur Dynamomaschine am Bahnhof, ohne die Notwendigkeit von Schienen.“

Die Elektromote-Teststrecke verlief nordöstlich des Bahnhofs Halensee und war komplett eben. Sie begann in der Straße 5, der heutigen Joachim-Friedrich-Straße, kreuzte in südliche Richtung verlaufend – nach etwa der Hälfte der Strecke – den Kurfürstendamm und endete in der Straße 13, der heutigen Johann-Georg-Straße. Die Gegend nahe der Ringbahn war zu dieser Zeit noch unbebaut, die Versuchsstrecke befand sich daher auf einem Feldweg. Die Anlage diente rein experimentellen Zwecken, eine öffentliche Personenbeförderung war dort nie beabsichtigt. Die technische Ausführung und die Leitung dieser Versuchsfahrten lagen in Händen des damaligen Siemens-Oberingenieurs Carl Ludwig Frischen.

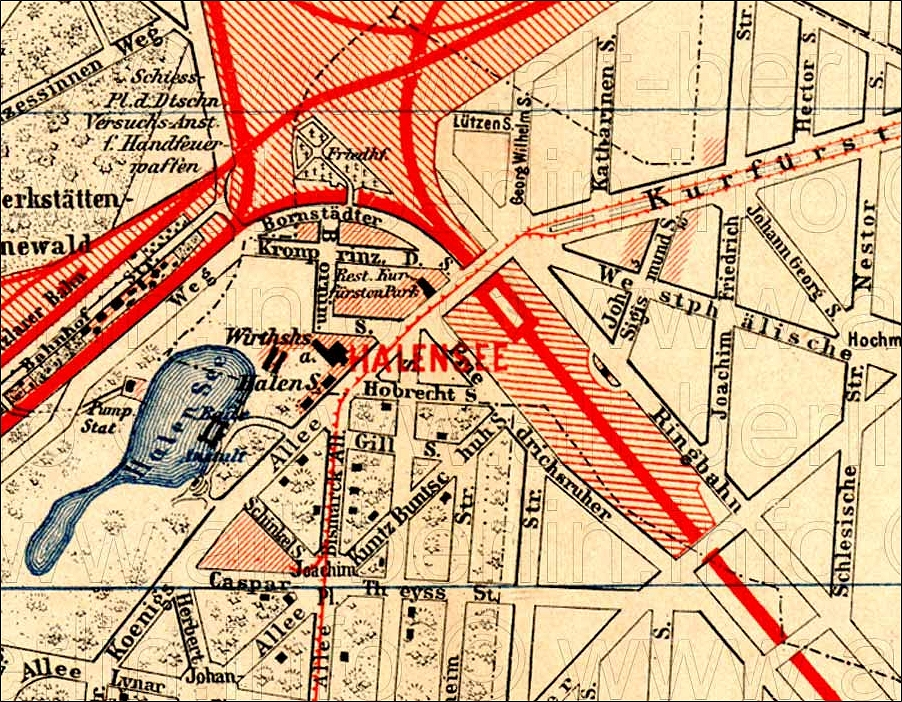
1893: Das Gelände der Versuchsstrecke (rechts oben), auch elf Jahre später ist dieses noch weitgehend unbebaut

Bereits nach nur etwas mehr als sechs Wochen wurde der Versuchsbetrieb am 13. Juni 1882 eingestellt, die Teststrecke wurde bis zum 20. Juni 1882 wieder abgebaut. Das System erwies sich zwar prinzipiell als geeignet, wurde aber aufgrund der damals allgemein schlechten Straßenverhältnisse zunächst nicht weiterentwickelt. Vor allem wirkten sich diese negativ auf einen ruhigen Lauf des Stromabnehmers aus. Außerdem widmete sich Siemens damals vorrangig der Weiterentwicklung der elektrischen Straßenbahn. Den Durchbruch ihrer Erfindung erlebten die Gebrüder Siemens schließlich nicht mehr, Carl Wilhelm starb 1883, Werner 1892. Erst mit dem Elektrischen Straßenbahn-Omnibus von 1898 stellte das Unternehmen Siemens & Halske erneut ein Fahrzeug für den elektrischen Betrieb abseits jeglicher Schieneninfrastruktur vor. Hierbei handelte es sich jedoch um eine Mischform zwischen Straßenbahn und Batteriebus, die ohne zweipolige Oberleitung auskam. Der erste Oberleitungsbus im regulären Linienbetrieb verkehrte hingegen erst 1900 anlässlich der Weltausstellung in Saint-Mandé bei Paris.
Wenige Tage nach der Betriebsaufnahme des Elektromote startete Siemens am 1. Mai 1882 außerdem einen zweiten elektrischen Versuchsbetrieb. Die von der Berliner Pferde-Eisenbahn betriebene Strecke vom Straßenbahnhof an der Spandauer Straße bis zur Ausflugsgaststätte Spandauer Bock erhielt ebenfalls eine zweipolige Oberleitung, deren Stromentnahme über aufgesetzte Kontaktwägelchen erfolgte. Da diese Fahrleitungsbauform keine Weichen zuließ, änderte man das System später in eine Schlitzrohrfahrleitung ab.

## Beschreibung der Anlage
Die zweipolige Oberleitung bestand aus Kupferdrähten und war an 50 stählernen Oberleitungsmasten aufgehängt. Diese ließ Werner Siemens zuvor in London bei der Firma seines Bruders, der Landore Siemens Steel Company, produzieren. Die stromerzeugende Zentrale bestand aus einer Dampfmaschine, die mit einem elektrischen Generator verbunden war, die Anlage war in einem Schuppen neben der Strecke untergebracht. Dieser befand sich südlich des Kurfürstendamms, im spitzen Winkel zwischen der Joachim-Friedrich-Straße und der Johann-Georg-Straße.
Der Fahrstrom wurde durch einen vierachsigen, achträdrigen Kontaktwagen entnommen, dieser fuhr auf den Fahrleitungsdrähten. Die Konstruktion des Stromabnehmers übernahm Siemens vom Briten Leo Daft. Ein flexibles Schleppkabel zog den Kontaktwagen ähnlich einer Laufkatze auf der Oberleitung nach. Diese Konstruktion, englisch „trolley“ genannt, begründete später die englische Bezeichnung „trolleybus“ – auch wenn Oberleitungsbusse heute mit Stangenstromabnehmern ausgestattet sind. Das Kabel führte zu einem mittig auf dem Wagen montierten Holzmast und versorgte zwei Elektromotoren mit einer Gleichspannung von 550 Volt. Die beiden Motoren leisteten jeweils 2,2 Kilowatt und wirkten über einen Kettenantrieb auf die Hinterräder.
Das Versuchsfahrzeug selbst war ein leichter und offener vierrädriger Kutschenwagen – auch ‚Jagdwagen‘ genannt. Es war mit eisenbereiften Holzspeichenrädern ausgestattet. Wie damals üblich, waren die Hinterräder deutlich größer als die Vorderräder. Das Fahrzeug bot – neben dem Fahrer – acht Personen Platz, diese saßen auf zwei Längssitzbänken für jeweils vier Passagiere. Nicht überliefert ist hingegen die Höchstgeschwindigkeit des Elektromote. Der Wagen wog insgesamt 1,5 Tonnen, davon entfielen 1,1 Tonnen auf die beiden unter dem Kutschbock angeordneten Hauptmotoren.